# Hieracium glaucolopodes
Hieracium glaucolopodes es una especie de planta con flor del género Hieracium, de la familia Asteraceae, orden Asterales.

## Distribución
Hieracium glaucolopodes se distribuye por Noruega.

## Taxonomía
Fue descrita científicamente por Simen Oscar Fredrik Omang.

### Tratamiento taxonómico
La especie aparece registrada y publicada en Nyt Mag. Naturvidensk.